# 星空アンサンブル
『星空アンサンブル』（ほしぞらアンサンブル）は、霜月はるかの4枚目のベストアルバム。2011年2月23日にb-greenから発売された。

## 概要
霜月はるかが歌う様々なゲームソフトの楽曲を集約した6枚目のアルバム。ベストアルバムとしては4枚目となる。ブロッコリーが協賛しているため、同社が製作したゲームの楽曲を中心に構成されている。ジャケット、ブックレットイラストはBUNBUN。
タイトルの由来は、自分の夢が他者と繋がることで星座を形成することから付けられた。

## 収録曲
1. カザハネ [4:40]
  - 作詞：霜月はるか　作曲：藤田淳平　編曲：菊田大介

テレビアニメ『H2O -FOOTPRINTS IN THE SAND-』エンディングテーマ
3rdシングル
2. グラフティー [5:19]
  - 作詞・作曲・編曲：bassy

PCゲーム『恋色空模様』エンディングテーマ
3. 聴いteハ逝けなイ唄 [5:20]
  - 作詞：上松範康　作曲・編曲：菊田大介

PSPゲーム『流行り神2 PORTABLE 警視庁怪異事件ファイル』エンディングテーマ
4. 翠の森の伝承歌 [4:16]
  - 作詞：日山尚　作曲・編曲：ぺさま

モンスター・コレクションTCG ドラマCD『七星魔導史マフィン伝 魔剣の姫君と花園の歌姫』挿入歌
5. Kaleidoscope [4:23]
  - 作詞：澄田まお　作曲・編曲：忍

PCゲーム『星空のメモリア Eternal Heart』オープニングテーマ
6. REW [4:20]
  - 作詞：Ryo Fujimura、作曲・編曲：森空青(imaginevoice)

PCゲーム『fortissimo EXA//Akkord:Bsusvier』主題歌
7. キミは空、ボクは鳥 [4:15]
  - 作詞：日山尚　作曲・編曲：ぺさま

モンスター・コレクションTCG ドラマCD『七星魔導史マフィン伝 魔剣の姫君と女神候補生』挿入歌
8. 最後の道標 [4:58]
  - 作詞：日山尚　作曲・編曲：菊田大介

PS3ゲーム『ラストリベリオン』エンディングテーマ
9. life [5:41]
  - 作詞・作曲：霜月はるか　編曲：藤田淳平

テレビアニメ『H2O -FOOTPRINTS IN THE SAND-』挿入歌
10. 白い地図 [4:18]
  - 作詞：日山尚　作曲：霜月はるか　編曲：ぺさま

PSPゲーム『ダイスダイス◇ファンタジア』イメージソング
11. 最愛 [4:25]
  - 作詞：RUCCA　作曲・編曲：藤田淳平

PCゲーム『涼風のメルト』エンディングテーマ
12. 君との旅路 [4:04]
  - 作詞：日山尚　作曲・編曲：藤田淳平

PSPゲーム『ダイスダイス◇ファンタジア』主題歌
13. 星空アンサンブル [5:36]
  - 作詞・作曲：霜月はるか　編曲：MANYO

新曲